# Композитор
Композитор или складатељ је особа која пише музику. Израз се углавном односи на некога ко пише музику неком врстом музичке нотације, која омогућава осталима да ту музику изводе. Ово раздваја композитора од музичара који импровизује. Међутим, неко може бити композитор и без стварања музике у писаном облику, јер немају сви музички правци писану нотацију. У овом контексту, композитор је онај који ствара музику, и обично је њен први извођач. Каснији извођачи понављају музичку композицију коју су чули.